# Déu del cap Artemísion

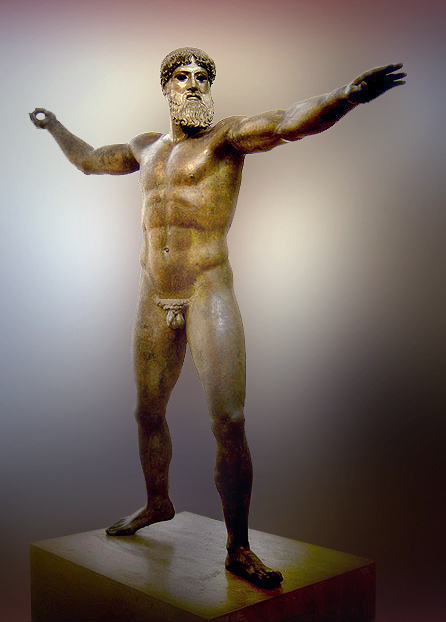
Vista frontal

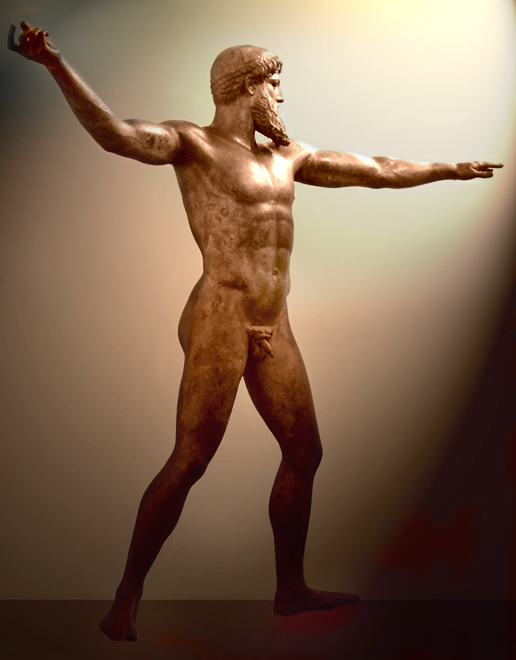
Vista lateral

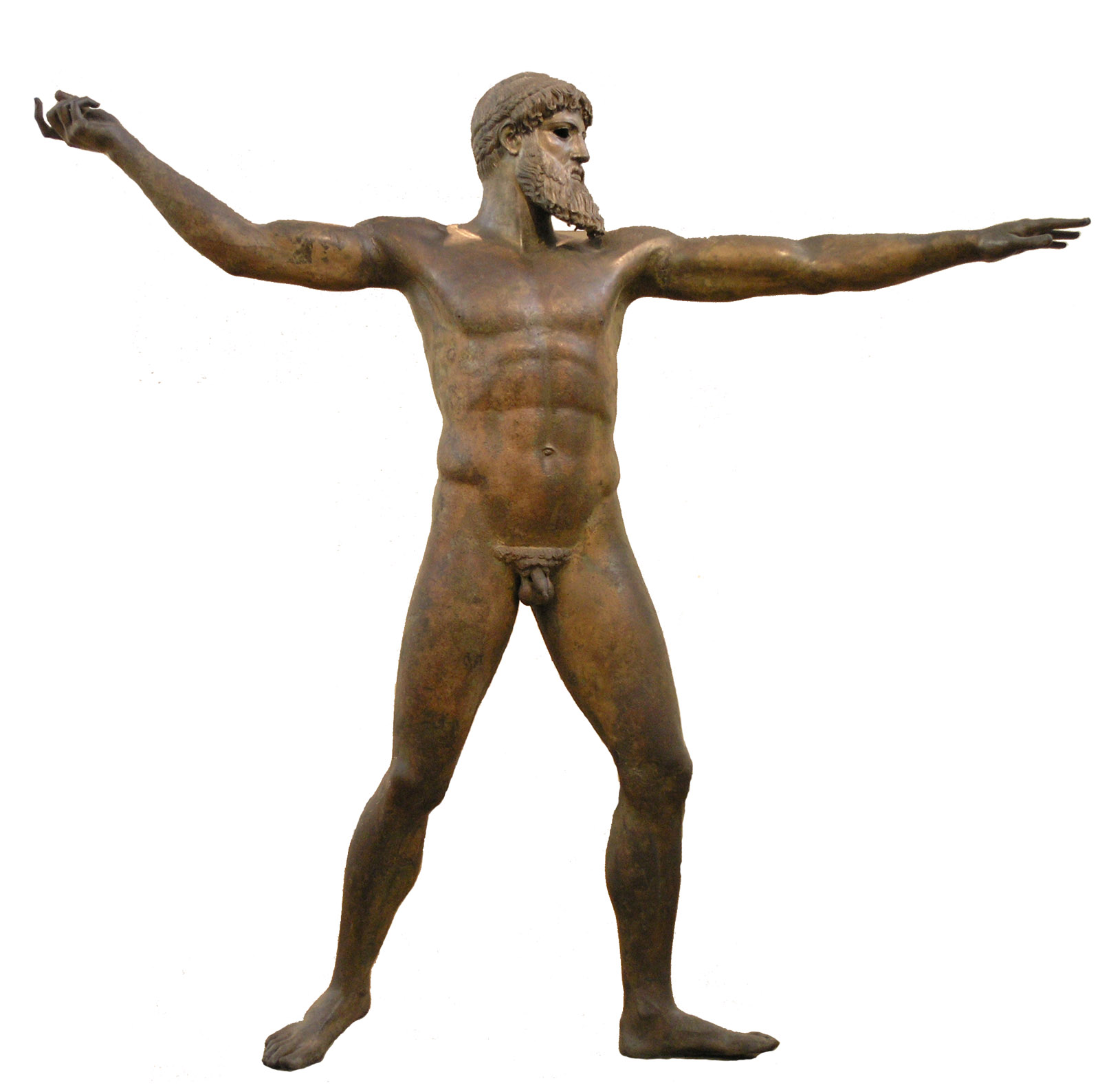
Una altra vista de l'estàtua

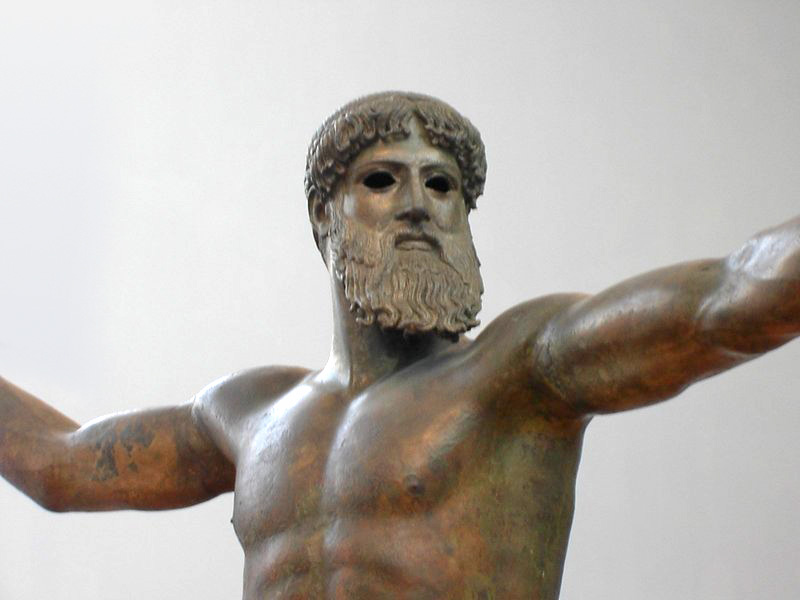
Detall del tors i el cap

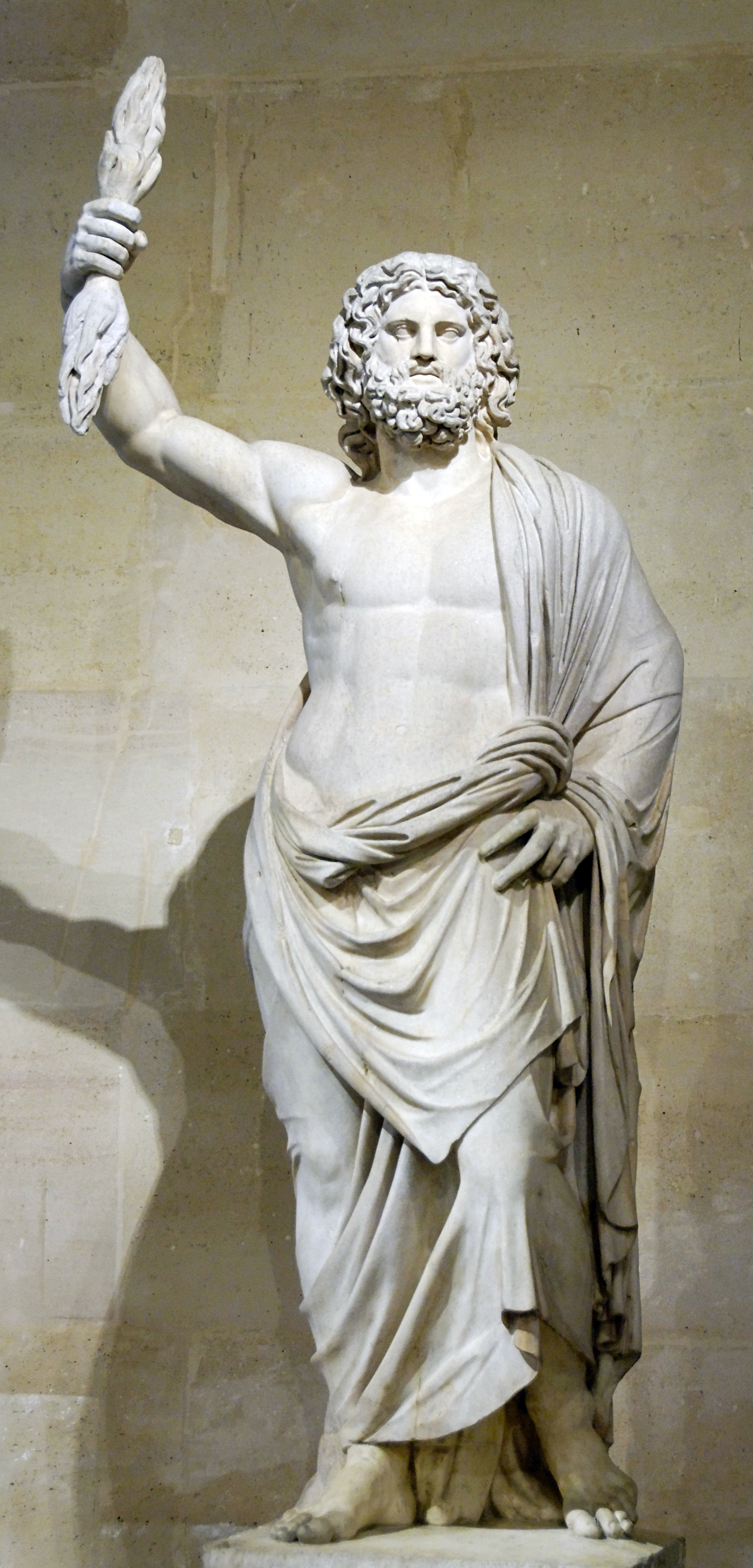
En aquesta estàtua de Zeus, posterior a la del Déu del cap Artemísion car és del, es pot apreciar que sosté un feix de llamps segons la iconografia del moment.

El Déu del cap Artemísion és una estàtua grega de bronze del segle v aC, de 2,09 m d'alçada i 2,10 d'amplada, que pertany a l'anomenat estil sever o arcaic final, el període de transició entre l'arcaisme i el classicisme. Es tracta d'una de les escasses estàtues originals d'aquest estil conservades, notable pel seu moviment i anatomia. Actualment es troba al Museu Arqueològic Nacional d'Atenes.

## Descobriment
L'estàtua es va trobar al fons del mar, a prop del cap Artemísion, al nord de l'illa d'Eubea, en un vaixell datat entre el final del segle i aC i el començament del I dC. Primer, el 1926, hom va trobar un braç de l'estàtua, i dos anys després la resta de l'escultura.
Forma part de les poques estàtues gregues de bronze que es conserven completes en l'actualitat, amb els Guerrers de Riace i l'Auriga de Delfos, també pertanyents a l'estil sever.

## Descripció
L'escultura és de mida major que el natural, de 2,09 metres d'alçada, i feta en bronze. La barba denota que ja no és massa jove. Està dempeus en una posició dinàmica. Mostra un déu al moment de llençar amb la mà dreta un objecte que s'ha perdut, segurament llarg i prim. La figura està nua. La majoria d'investigadors creuen que es tracta de Zeus amb un llamp, però també podria ser Posidó amb un trident. Tot i que la idea de llençar un trident pot resultar estranya, i que la figura s'ha espatllat quan s'ha intentat reconstruir amb un, aquesta hipòtesi considera que la posició del dit índex de la mà oberta, com per ajudar a apuntar, sembla més adient per a sostenir un trident que per a llençar un feix de llamps, que en altres escultures gregues es mostra com un objecte més gruixut i molt més curt.
La seva alçada és la corresponent a l'escala habitual en la qual els grecs representaven els déus. Els herois es feien una mica més petits, d'uns 1,90 metres, mentre que els homes es feien d'uns 1,80 metres d'alçada.

## Tècnica
L'estàtua va ser restaurada de manera extensiva i irreversible poc després de ser trobada, l'any 1929. En aquesta època encara no es tenia cura de voler marcar els retocs i conseqüentment avui en dia és molt difícil fer anàlisis sobre la tècnica utilitzada originalment. Tanmateix, se sap del cert que es va realitzar amb el mètode de cera perduda (fosa) sobre un positiu. Els braços es van fondre a part de la resta del cos i després es van enganxar mitjançant una soldadura a l'alçada de les aixelles, com també es va fer als guerrers del Riace. La meitat de cada peu també es varen fondre a part i es van soldar més tard. L'auriga de Delfos també es va fer amb la tècnica de la cera perduda per parts i amb posterior soldadura d'elles, que eren més nombroses, ja que no només se'n van separar els braços i els peus sinó també el cap, i la túnica es va dividir en dues parts.
Com en el cas dels guerres de Riace, es va incrustar un altre material a les pestanyes, als llavis i als ulls. En el cas del déu del cap Artemísion es tracta de coure vermell per a les pestanyes i els llavis, però els guerrers en canvi tenien les pestanyes d'argent, i un les dents també, mentre que l'altre també tenia els llavis pintats amb coure. L'auriga de Delfos té les dents d'argent i els llavis de coure vermell. La conca dels ulls és buida, segurament s'hi va incrustar algun material però es desconeix quin, podria ser alguna pedra o metall. Per exemple, en el cas dels guerrers del Riace, se sap que va ser amb ivori, mentre que a l'auriga de Delfos eren de vidre i de pedra.
En el cas del déu del cap Artemísion, l'estàtua va ser fixada sobre un bloc de pedra amb una armadura de ferro fixada amb plom.

## Estil
L'obra, datada vers l'any 460 aC, està enquadrada a l'anomenat estil sever, entre l'arcaisme i el classicisme. Un arcaisme que presenta són encara algunes incongruïtats morfològiques i de posició, com per exemple la longitud dels braços, igual a la de les cames. Però l'estil clàssic s'entreveu en el fet que l'aparença està tractada amb una virtuositat superior a la de les escultures arcaiques, els volums musculars, tot i estar estilitzats, són precisos i la transició dels plans és suau, ja no és evident el cub típic arcaic en el qual s'ha inscrit la figura. Quant al moviment, ja no presenta la frontalitat de l'arcaisme i comença a despuntar el dinamisme propi de l'època clàssica, encara que descansi sobre els seus peus.

## Autor
No se sap qui és l'autor de l'estàtua. Amb poca seguretat, és possible que sigui de Calamis, les obres del qual només es coneixen per còpies i reproduccions en monedes. Però també ha estat associada als noms d'Onates d'Egina i de Miró.

## Curiositats
Existeix una rèplica de l'escultura original a la seu de l'ONU, a Nova York, donada pel govern grec.